# Luché-Thouarsais
Luché-Thouarsais és un municipi francès situat al departament de Deux-Sèvres i a la regió de la Nova Aquitània. L'any 2007 tenia 382 habitants.

## Demografia

### Població
El 2007 la població de fet de Luché-Thouarsais era de 382 persones. Hi havia 140 famílies de les quals 20 eren unipersonals (16 homes vivint sols i 4 dones vivint soles), 44 parelles sense fills, 60 parelles amb fills i 16 famílies monoparentals amb fills.
La població ha evolucionat segons el següent gràfic:
Habitants censats

### Habitatges
El 2007 hi havia 170 habitatges, 144 eren l'habitatge principal de la família, 12 eren segones residències i 14 estaven desocupats. Tots els 170 habitatges eren cases. Dels 144 habitatges principals, 110 estaven ocupats pels seus propietaris i 34 estaven llogats i ocupats pels llogaters; 1 tenia una cambra, 1 en tenia dues, 24 en tenien tres, 33 en tenien quatre i 85 en tenien cinc o més. 125 habitatges disposaven pel capbaix d'una plaça de pàrquing. A 56 habitatges hi havia un automòbil i a 82 n'hi havia dos o més.

### Piràmide de població
La piràmide de població per edats i sexe el 2009 era:
| Homes | Edats   | Dones |
| ----- | ------- | ----- |
| 0     | 95 o +  | 0     |
| 0     | 90 a 94 | 0     |
| 8     | 85 a 89 | 8     |
| 4     | 80 a 84 | 0     |
| 8     | 75 a 79 | 0     |
| 0     | 70 a 74 | 4     |
| 16    | 65 a 69 | 4     |
| 0     | 60 a 64 | 12    |
| 8     | 55 a 59 | 4     |
| 16    | 50 a 54 | 12    |
| 8     | 45 a 49 | 12    |
| 12    | 40 a 44 | 12    |
| 20    | 35 a 39 | 16    |
| 4     | 30 a 34 | 12    |
| 12    | 25 a 29 | 8     |
| 24    | 20 a 24 | 4     |
| 4     | 15 a 19 | 16    |
| 12    | 10 a 14 | 8     |
| 4     | 5 a 9   | 4     |
| 4     | 0 a 4   | 4     |

## Economia
El 2007 la població en edat de treballar era de 237 persones, 178 eren actives i 59 eren inactives. De les 178 persones actives 171 estaven ocupades (93 homes i 78 dones) i 7 estaven aturades (2 homes i 5 dones). De les 59 persones inactives 26 estaven jubilades, 18 estaven estudiant i 15 estaven classificades com a «altres inactius».

### Ingressos
El 2009 a Luché-Thouarsais hi havia 151 unitats fiscals que integraven 409 persones, la mediana anual d'ingressos fiscals per persona era de 14.440 €.

### Activitats econòmiques
Dels 9 establiments que hi havia el 2007, 1 era d'una empresa extractiva, 2 d'empreses de fabricació d'altres productes industrials, 2 d'empreses de transport, 1 d'una empresa d'hostatgeria i restauració, 2 d'empreses de serveis i 1 d'una entitat de l'administració pública.
L'any 2000 a Luché-Thouarsais hi havia 22 explotacions agrícoles que ocupaven un total de 705 hectàrees.

## Equipaments sanitaris i escolars
El 2009 hi havia una escola elemental.

## Poblacions més properes
El següent diagrama mostra les poblacions més properes.